# I sogni nel cassetto
I sogni nel cassetto è stato un gioco a premi televisivo, andato in onda per due edizioni, dal 16 gennaio 1980 al 4 aprile 1981, inizialmente su Telemilano 58 ed in seguito su Canale 5, dopo il cambio di nome del primo canale. Fu con questo programma che iniziarono i programmi del network di televisioni locali fondato da Silvio Berlusconi.
Il programma andava in onda ogni domenica e mercoledì sera alle ore 20:30 ed era condotto da Mike Bongiorno, affiancato da una valletta esordiente nel mondo della televisione, la bergamasca Fabrizia Carminati.
Furono realizzate due sigle di chiusura per il programma: la prima intitolata I sogni son desideri, era cantata da Orietta Berti, che era stata ospite nella prima puntata della prima edizione, mentre la seconda per la seconda edizione il brano di Mino Reitano Che bella sera.